# فريدريك ويليام ليمان
فريدريك ويليام ليمان (بالإنجليزية: Frederick William Lehmann)‏ هو محامي أمريكي، ولد في 28 فبراير 1853 في بروسيا، وتوفي في 12 سبتمبر 1931 في سانت لويس في الولايات المتحدة.

## وصلات خارجية
- فريدريك ويليام ليمان على موقع إن إن دي بي (الإنجليزية)